# Sara Fátima Martínez de Murguía Almagro
Sara Fátima Martínez de Murguía Almagro (...) è una giocatrice di football americano spagnola, che gioca come runningback per le Barcelona Búfals.

## Palmarès
- 1 Europeo (2023-2024)